# Homofobie

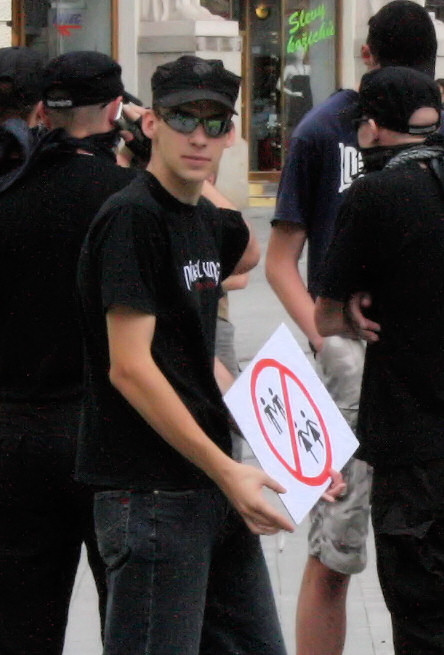
Kritik stejnopohlavních vztahů (Brno 2008)

Homofobie (z řeckých slov homós = stejný a phóbos = strach, fobie) je termín, kterým se označuje odpor nebo obava z homosexuality či homosexuálně zaměřených osob. Přesněji řečeno homofobie zahrnuje celou škálu negativních postojů a pocitů k samotné homosexualitě nebo k lidem, kteří se identifikují nebo jsou domněle lesby, gayové, bisexuálové, případně translidé. Vymezuje se jako pohrdání, předsudky, averze, nenávist či antipatie, může se zakládat na iracionálních obavách a často se vztahuje k náboženskému přesvědčení.
Homofobní lidé uvádějí často jako zdroj jejich fobie odpudivost sexuálního aktu provozovaného dvěma nebo více lidmi stejného pohlaví (anální styk či jiné praktiky, jež nemají mezi mnohými heterosexuály pochopení).
Zřetelnými projevy homofobie jsou kritické a nepřátelské chování, jako je diskriminace či násilí na základě neheterosexuální orientace. Rozlišují se mimo jiné institucionalizovaná homofobie, což je například státem či náboženskými organizacemi podporovaná homofobie, nebo třeba internalizovaná homofobie (zvnitřněná), kterou zažívají lidé se stejnopohlavní přitažlivostí bez ohledu na jejich sebeidentifikaci.
Někdy se pro jednotlivé skupiny lidí, k nimž se tyto negativní postoje vztahují, používají samostatná označení: bifobie cílí na bisexualitu a bisexuální lidi, transfobie na transgenderové a transsexuální lidi, neshodu s genderem a nekonformitu s genderovými rolemi.

## Původ, vymezení a užití
Termín (a novotvar) se poprvé v tisku objevil v r. 1969 v časopiseckém článku jako označení strachu heterosexuálního muže, že je okolím považován za homosexuála. V současném významu slovo „homofobie“ poprvé použil americký psycholog George Weinberg v r. 1972 a definoval homofobii jako medicínskou fobii: „Strach z homosexuálů spojený se strachem z nákazy a strachem z oslabení hodnot, za něž se bojovalo – domova a rodiny. Byl to náboženský strach a projevoval se tak, jak je u strachu obvyklé – velkou brutalitou.“
Výzkum a pojmenování předsudků vůči homosexualitě a homosexuálně zaměřeným lidem a s tím spojených sociálních problémů nebyly tehdy nové, ale Weinbergův termín byl první, který se uchytil. (Psychoterapeut Wainwright Churchill už v r. 1967 použil označení „homoerotofobie“.)
Spojení slov v termínu lze srovnat se starším a obecnějším označením xenofobie.
Weinbergův termín se stal důležitým nástrojem v emancipačním hnutí sexuálních menšin (LGBT). 17. květen – den, kdy Světová zdravotnická organizace vyjmula homosexualitu z Mezinárodní klasifikace nemocí – byl LGBT organizacemi a posléze Evropskou unií vyhlášen Mezinárodním dnem boje proti homofobii.
V Česku se pojmu dostalo pozornosti v 90. letech 20. století v souvislosti s návrhem zákona o registrovaném partnerství, související parlamentní debatou a některými poslaneckými výroky.
Podle usnesení Evropského parlamentu „o homofobii v Evropě“ lze homofobii definovat jako „...iracionální strach a odpor vůči homosexualitě a lesbicky, homosexuálně, bisexuálně a transsexuálně orientovaným osobám, založený na předsudcích podobných rasismu, xenofobii, antisemitismu a sexismu“. Homofobie se dle EP „projevuje v soukromé i veřejné oblasti různými způsoby, jako jsou nenávistné výroky a vybízení k diskriminaci, zesměšňování, slovní, psychické a fyzické násilí i pronásledování a vraždy, diskriminace v podobě porušování zásady rovnosti, neoprávněné a bezdůvodné omezování práv často odůvodňované zachováním veřejného pořádku, náboženskou svobodou a právem na námitku z důvodu svědomí“.

## Teorie homofobie

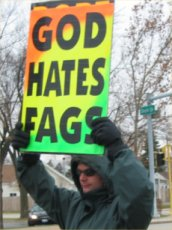
„Bůh nenávidí buzeranty“ – protestní akce Westborské baptistické církve

### Příčiny
Studie amerických vědců zveřejněná v časopise Journal of Abnormal Psychology zkoumala hypotézu, že u části mužských homofobů se projevuje vlastní potlačená homosexualita, s níž nejsou vyrovnáni. Té sice některé případy odpovídají, obecné osobnostní rysy spojené s homofobií však nebyly prokázány.
Ve skutečnosti může být i například projevem obecných názorových sklonů spočívajících v příslušné kultuře nebo subkultuře, zejména patriarchální, v odporu k odlišnostem různého typu, nebo vycházejících z konzervatismu nebo fundamentalismu, z obavy z destabilizace nebo demoralizace společnosti, případně projevem obecné nevyrovnanosti se sexualitou bez ohledu na vlastní orientaci, nejistoty v hodnotě vlastního rodinného života a obavy o jeho zpochybnění, ale ani tyto korelace nejsou spolehlivé. Soubor předsudků a agresivních vzorců tohoto typu se objevuje v různé míře téměř v každé společnosti, podobně jako etnické a národnostní averze.
Podle dotazové studie z východního i západního Německa roku 1993 byla třetina obyvatelstva silně nepřátelská vůči homosexuálům a třetina ambivalentní, avšak rovněž sdílející některé odmítavé předsudky a klišé.
Vztahem homofobie a křesťanství se zabýval například Antonín Komenda.

### Typy homofobie

#### Vnitřní homofobie
Tzv. vnitřní homofobie je strach z možnosti, že osoba sama je či by mohla být homosexuálně orientovaná, nebo snaha tento fakt odmítnout či popřít. Nepřijetí vlastní homosexuality se označuje jako egodystonní homosexualita a Světovou zdravotnickou organizací je považována za nemoc, stejně jako egodystonní heterosexualita či bisexualita.
Někteří terapeuti tvrdí, že zejména u dospívajících jedinců může vést tento stav až k depresivním stavům a sebevraždám. V takových případech považují za cíl terapie, aby se jedinec zbavil strachu a přijal sebe sama i svou homosexualitu, tedy provedl tzv. coming out.
Jiní psychoterapeuti naopak usilují o hledání původu SSA (stejnopohlavní sexuální přitažlivosti) a nápravu tohoto stavu dosažením tzv. coming out straight.. Tato terapie homosexuality je nazývána též reparativní či konverzní terapií a podporována např. občanskými sdruženími založenými věřícími a propagujími tradiční rodinu. Americká psychologická asociace (APA) ve své rezoluci poukázala na limity a rizika těchto terapií.

#### Vnější homofobie
„Vedle heteronormativity,“ píše se v analýze pracovní skupiny ministryně pro lidská práva ČR, „(označované někdy také za heterosexismus) je důležitým pojmem homofobie, definovaná jako neopodstatněná obava z LGB lidí (obvykle se sem řadí ovšem i translidé) a nepřátelství vůči nim. Rozdíl mezi oběma termíny není sice ustálený, ale lze říci, že zatímco heteronormativita je založena na podvědomém přesvědčení, že většinové je jediné správné (či dokonce existující), homofobie plyne z představ, že menšinové (tedy to co se týká LGBT lidí) je špatné, resp. nebezpečné. Homofobie může být projevem předsudku jednotlivce, avšak může být také součástí širšího ideového systému, jako jsou například ideologie pravicového extremismu či náboženského fundamentalismu. Můžeme hovořit o dvou stranách téže mince, v které mají ovšem obdobné důsledky v podobě diskriminace, v případě homofobie pak v extrémních situacích vedou k tzv. hate crimes, zločinům z nenávisti.“

#### Zločiny z nenávisti
V České republice legislativa nerozlišuje zločiny spáchané kvůli nenávisti vůči osobám jiné sexuální orientace, a proto nejsou dostupné statistiky, které by určily jejich počet. K takové zločinnosti však dochází formou verbálních útoků, útoků na LGB kluby a jiná zařízení, i fyzických útoků na jednotlivce.
V USA dle údajů FBI činí homofobní zločiny z nenávisti téměř 22 % z celkového množství zločinů z nenávisti (1706 z 7783 za rok 2008).

### Homosexuální panika
Eve Kosofsky Sedgwick, americká lesbická teoretička gender studies a Queer teorie, zavedla termín homosexuální panika pro fenomén, kdy prostředí mužských spolků se cítí ohroženo tím, že pánské spolky, přátelství i staromládenectví mohou být interpretovány jako projevy více či méně latentní homosexuality, což vede k jejich zuřivému boji nejen proti homosexualitě, ale i proti všem projevům mužské náklonnosti. Sedgwick tím vysvětlovala homofobii i misogynii patriarchálních společností. Nezávisle na Sedgwickové německý teolog, psychoanalytik a profesor katolické dogmatiky Eugen Drewermann (o dva roky později pro nekonformní názory arcibiskupem suspendovaný z kněžského úřadu a zbaven práva vyučovat teologii) v podobném duchu analyzoval prostředí římskokatolického kléru.

## Kritika termínu
Původ, vymezení i užití termínu (zvláště pak jako pejorativa) jsou předmětem kritiky.
Označení „homofobie“ je někdy považováno za etymologicky zavádějící, protože doslova znamená „strach ze stejného“, nikoli homosexuality nebo homosexuálně zaměřených lidí. Navíc se svého času používalo – sice krátce a zřídka – jako Synonymum Antropofobie (přičemž předpona „homo-“ byla v tomto případě považována za latinský kmen homo = člověk, muž).
Americká psychologická společnost (APS) citovala výzkumy, kritizující starší definice termínu poukazem na to, že homofobie nesplňuje kritéria klinické Fobie („vemte mě od toho co nejdál“), daleko spíš se zakládá na odporu („dejte to ode mě co nejdál“) a sociálních podmínkách, což z ní činí příbuznou rasismu. APS citaci uzavírá slovy jednoho z výzkumníků: „Pokud je pohrdání a odpor příčinou homofobie, pak je to spíše morální a sociální problém než projev psychopatologie.“
To potvrzuje např. švýcarský psychoterapeut Udo Rauchfleisch, podle nějž je homofobie natolik rozšířená, že jí nelze přiznat status choroby a homofobní lidé se homosexuálně zaměřeným osobám v žádném případě nevyhýbají, ale naopak je se záměrem agrese vyhledávají.
Homofobie není přímo zmíněna v žádném seznamu nemocí a duševních poruch (viz Mezinárodní klasifikace nemocí), ačkoli existovaly i pokusy klasifikovat ji (spolu s rasismem a sexismem) jako poruchu osobnosti.
Z těchto důvodů prosazovali a prosazují různí odborníci jiná označení jako homosexofobie, homosexismus, homonegativismus, heterocentrismus, heteronormativita nebo heterosexismus. Americký výzkumník Gregory M. Herek nabízí též termín „předsudky vůči sexuální orientaci“, který by zahrnoval negativní jednání na základě sexuální orientace dotčené osoby, ať už je homosexuální, bisexuální nebo heterosexuální a zároveň by byl – na rozdíl od homofobie – neutrálnější ve vyjádření příčin, pohnutek nebo obsahu (jenž je negativní, ale nemusí být nutně iracionální nebo zlý).
Sporné může být i užití termínu ve společenské debatě. Zatímco zastánci argumentují, že je oprávněné a je třeba se zabývat i diskurzivní homofobií, která se projevuje kultivovaněji a zaštiťuje se tolerancí a vědeckými poznatky, odpůrci to považují za pranýřování, jež jim znemožňuje kritiku homosexuality ve společenské diskusi, stejně jako ji kdysi znesnadňovala definice homosexuality jako nemoci. Výzkumníci v oboru behaviorálních věd William O'Donohue a Christine E. Casellesová v r. 1993 ve své práci o homofobii napsali, že „[pojem] homofobie, tak jak se obvykle používá, zapříčiňuje neoprávněně pejorativní hodnocení některých veřejných a diskusních postojů.“
Britský novinář Anthony Browne uvádí, že nařčení názorového oponenta z „homofobie“, „rasismu“, „fašismu“ či „sexismu“ slouží jako nástroj politické korektnosti k vynucení si cenzury a potlačení odlišného a politické korektnosti nepohodlného názoru.

## Homofobie a úmrtnost
Studie vedená sociologem Markem Hatzenbuehlerem z Columbia University došla k závěru, že lidé s vysokým stupněm homofobního cítění mají průměrně o 2,5 roku kratší život. Mezi nejčastějšími příčinami úmrtí takových jedinců jsou problémy srdce a krevního oběhu. Autoři studie to vysvětlují vyšší hladinou stresových hormonů. Jako zajímavost však uvádějí, že tento efekt byl pozorován pouze u homofobních jedinců, ne však u rasistů. Výzkum probíhal v letech 1988 až 2002 a data byla zpětně porovnána s úmrtnostními daty v příslušných regionech. Tentýž autor také vydal studii, v níž došel k závěru, že lesby, gayové a bisexuálové žijící v homofobním prostředí mají v průměru o 12 let kratší život, než ti, kteří žijí v tolerantních regionech. V těchto případech to vysvětluje rovněž stresovými faktory a také zvýšenou mírou sebevražednosti.

## Postoje k homofobii

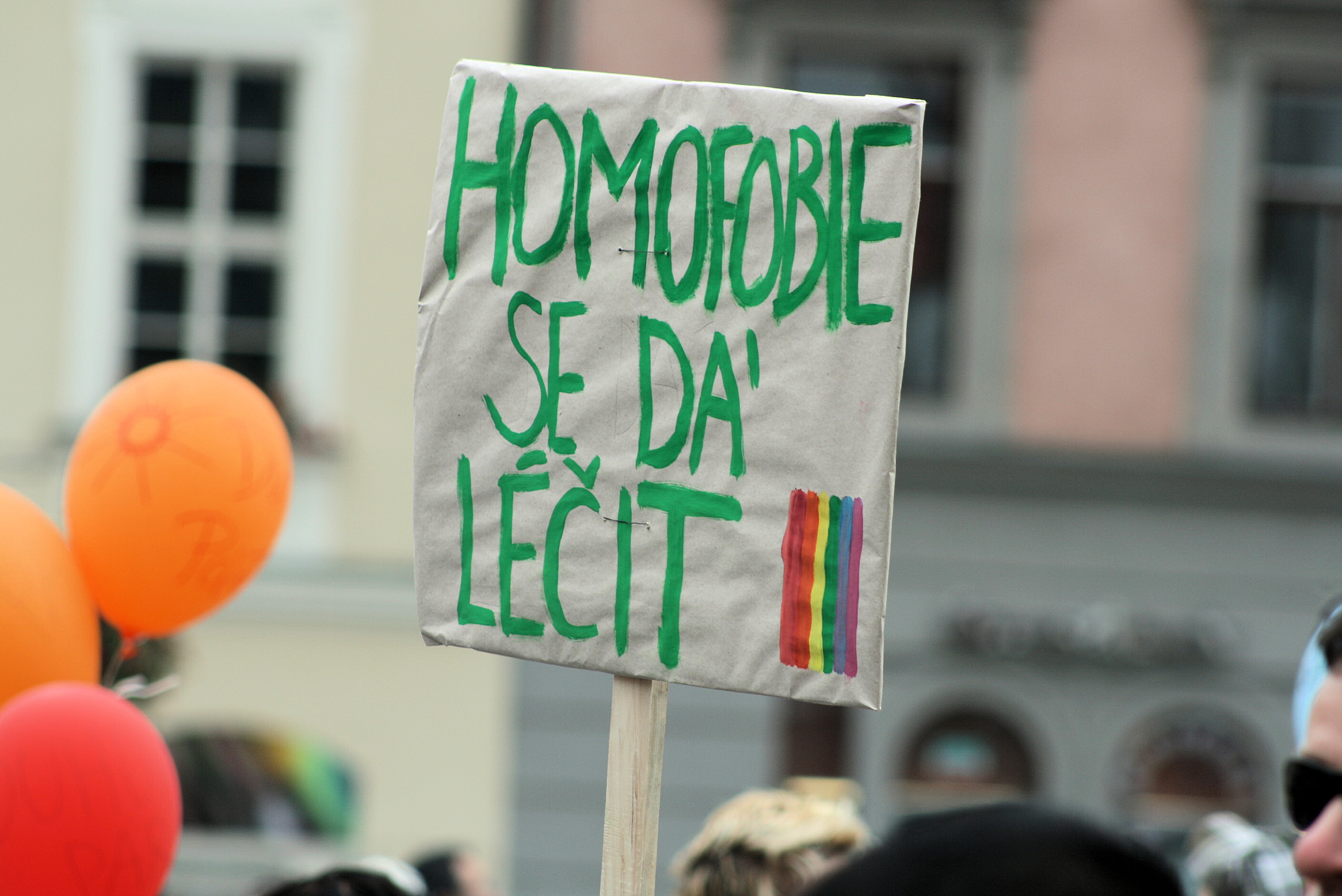
Transparent z pochodu Queer Parade v Brně 2008

### Patologizující pojetí
Po určitou dobu byl termín homofobie používán i jako označení nemoci. V USA bylo údajně v sedmdesátých letech 20. století dokonce několik vrahů homosexuálních lidí osvobozeno s odůvodněním, že jednali pod vlivem duševní nemoci homofobie, a nebyli tudíž zodpovědní za své jednání.

### Politická kritika
Usnesení Evropského parlamentu v roce 2006 vyzvalo členské státy EU, aby zajistily ochranu homosexuálních a transsexuálních osob „před homofobními nenávistnými výroky a násilím“, aby „důrazně odsoudily homofobní nenávistné výroky nebo vybízení k nenávisti a násilí, a zajistili, aby byla v praxi respektována svoboda projevu“ a „zvýšily úsilí v boji proti homofobii prostřednictvím vzdělání – jako jsou kampaně proti homofobii“. Evropská komise má do výroční zprávy o ochraně základních práv v EU zahrnout „úplné a srozumitelné informace o četnosti homofobních nenávistných trestných činů a případů násilí v členských státech“. Usnesení také zmiňuje 17. květen 2006 jako Mezinárodní den proti homofobii.
Evropský parlament také v prosinci 2007 přijal usnesení, kterým vyjadřuje hluboké znepokojení v souvislosti s nárůstem extremistických hnutí v Evropě a žádá proto členské státy, aby počítaly s možností ukončit veřejné financování subjektů, které neodsuzují násilí a terorismus a nedodržují lidská práva a základní svobody. Mezi takové organizace zahrnuje ty, které svou ideologii staví mj. na homofobii. V tiskové zprávě je dále uvedeno:
| „ | Poslanci se rovněž domnívají, že osobnosti veřejného života by se měly zdržet prohlášení, která povzbuzují nebo podněcují nesnášenlivost nebo stigmatizaci skupin osob na základě jejich rasy, etnického původu, náboženství, postižení, sexuální orientace nebo národnosti. Jsou totiž přesvědčeni, že pokud k nesnášenlivosti podněcují osobnosti veřejného života, měla by být skutečnost, že jsou obecně známy, považována za přitěžující okolnost. | “ |

Coretta Scott Kingová, vdova po zavražděném Martinu Lutheru Kingovi, se vyjádřila:
| „ | Homofobie je jako rasismus, antisemitismus a další podoby fanatismu, které dehumanizují velké skupiny osob, chtějí je zbavit důstojnosti a osobnosti. | “ |

## Antihomofobní legislativa

Zákony proti homofobním zločinům z nenávisti a verbálním útokům v Evropě

Zákon postihující šíření nenávisti vůči homosexuálně orientovaným osobám přijalo jako první na světě Norsko v roce 1981. Následovalo Nizozemí (1987) kriminalizující „veřejné ostouzení na základě sexuální orientace“. V Irsku vstoupil obdobný zákon v platnost v roce 1989. Australský federální stát Nový Jižní Wales zakázal šíření nenávisti mj. z důvodu sexuální orientace v roce 1993 Ve Švédsku bylo šíření nenávisti zakázáno obdobným způsobem v roce 2002. Ve Francii došlo byl v roce 2005 k ochraně před diskriminací zvláštním zákonem zřízen nezávislý úřad HALDE (Nejvyšší úřad pro boj s diskriminací a rovnoprávnost).
V České republice zvláštní legislativa tohoto typu neexistuje. Lze však efektivně uplatnit § 356 trestního zákoníku (č. 40/2009 Sb.): Podněcování k nenávisti vůči skupině osob nebo k omezování jejich práv a svobod, který praví: „Kdo veřejně podněcuje k nenávisti k některému národu, rase, etnické skupině, náboženství, třídě nebo jiné skupině osob nebo k omezování práv a svobod jejich příslušníků, bude potrestán odnětím svobody až na dvě léta.“

### Zákony proti homofobním zločinům z nenávisti a verbálním útokům v Evropě
V 16 zemích Evropy platí legislativa, která postihuje homofobně založené zločiny z nenávisti a verbální útoky:

#### Belgie
Paragraf 22 antidiskriminačního zákona činí trestným činem veřejné podněcování k diskriminaci, nenávisti či násilí vůči osobám na základě sexuální orientace a zakazuje podněcování k diskriminaci, nenávisti, násilí či segregaci skupiny osob. Federální legislativa uznává „diskriminační“ motivy jako přitěžující okolnosti.

#### Dánsko
Podle § 266 b trestního zákona každá osoba, která veřejně nebo s úmyslem většího šíření učiní prohlášení či předá jinou informaci, jíž by vyhrožovala, odsuzovala nebo ponižovala skupinu lidí na základě její rasy, barvy, národnosti nebo etnického původu, vyznání i sexuální orientace, může být pokutována nebo uvězněna. Paragraf 81 č.6 trestního zákona uznává homofóbní motiv jako přitěžující okolnost.

#### Estonsko
Paragraf 151 trestního zákona trestá činnosti, které veřejně podněcují k nenávisti, násilí či diskriminaci na základě… sexuální orientace… pokud vedou k ohrožení života, zdraví či osobního majetku.

#### Francie
Paragrafy 225-1 a 225-2 trestního zákona postihují diskriminaci na základě sexuální orientace. § 132-77 ji činí přitěžující okolností. § 222-18-1 umožňuje zvláštní inkriminaci za výhrůžku založenou na skutečné či domnělé sexuální orientaci.

#### Chorvatsko
Paragraf 89 trestního zákona postihuje každý trestný čin spáchaný z důvodů nenávisti k osobě na základě její sexuální orientace. Trestné jednání zahrnuje násilné chování, výhrůžky, přečin proti cti a dobrému jménu, zničení či poškození majetku, útok na život a zdraví i diskriminaci jako takovou.

#### Irsko
Prohibition of Incitement to Hatred Act činí deliktem podněcování nenávisti proti skupině lidí na základě jejich rasy, barvy, národnosti, vyznání, národnosti nebo etnického původu, příslušnosti ke kočovné komunitě nebo sexuální orientaci. Homofobní motivace je uznána za přitěžující faktor při ukládání trestu za běžné přestupky.

#### Island
Paragraf 233 trestního zákona stanoví: „Každý kdo posměšným, nactiutrhačným, urážlivým, výhrůžným nebo jakýmkoli jiným chováním veřejně napadne osobu nebo skupinu osob na základě jejich národnosti, barvy kůže, rasy, vyznání nebo sexuální orientace, bude pokutován nebo uvězněn až na 2 roky.“ (Slovo „napadnout“ v tomto kontextu neodkazuje na fyzické násilí, nýbrž na pouhé projevy zášti.)

#### Litva
Paragraf 170 trestního zákona zakazuje podněcování proti skupině občanů nebo určité osobě na základě jejího pohlaví, sexuální orientace, rasy, národnosti, jazyka, etnické příslušnosti, sociálního statusu, víry, náboženství či přesvědčení. Takový čin může být trestán pokutou, vazbou či odnětím svobody.

#### Nizozemsko
Paragraf 137d trestního zákona trestá veřejné podněcování k nenávistnému, diskriminačnímu nebo násilnému jednání vůči osobám na základě jejich hetero- či homosexuální orientace. S ohledem na to je homofobní motivace při ukládání trestů uznávána jako přitěžující okolnost. Státní zastupitelství tedy zvyšuje v případě útoku s diskriminačním aspektem rozsudek o 25 %.

#### Norsko
Odstavec 77(i) trestního zákona stanoví, že přitěžující okolnosti nastanou když je osoba pronásledována kvůli víře, národnosti nebo etnickému původu, homosexuální orientaci, omezené fyzické či psychické způsobilosti nebo jiné okolnosti související se skupinou lidí vyžadující zvláštní míru ochrany.

#### Portugalsko
Paragraf 240 trestního zákona klasifikuje homofobní verbální útoky jako trestný čin. Útok motivovaný sexuální orientací oběti může být trestán zvýšenou sazbou (§ 145). Podle § 132 je vražda motivovaná sexuální orientací trestána odnětím svobody na 12 až 25 let.

#### Rumunsko
Paragraf 751 a 751 trestního zákona uznávají homofóbní motiv jako přitěžující faktor při posuzování trestného jednání.

#### Španělsko
Paragraf 510 trestního zákona trestá podněcování k diskriminaci, nenávisti a násilí proti skupinám nebo společenstvím z důvodů souvisejících mimo jiné s jejich sexuální orientací. A také ty, kteří ze stejného důvodu šíří o skupinách nebo společenstvích poškozující informace, i při vědomí jejich nepravdivosti nebo bezohledném přehlížení pravdy. § 22(4) trestního zákona uznává homofobii za přitěžující okolnost.

#### Švédsko
Paragraf 2(7) oddílu 29 trestního zákona výslovně umožňuje, aby byly homofobní motivy útočníka vzaty na zřetel soudem jako přitěžující okolnost při ukládání trestu, a to ve vztahu ke všem trestným činům.

#### Spojené království
Criminal Justice and Immigration Bill trestá podněcování k nenávisti vůči osobám, a to včetně nenávisti na základě sexuální orientace. Paragraf 146 Criminal Justice Act navíc zahrnuje zákonné přitěžující okolnosti zločinů z nenávisti. Podobné ustanovení to platí i v Severním Irsku. Ve Skotsku článek 2 Prejudice Act uznává předsudky na základě sexuální orientace nebo transgender identity za přitěžující okolnost při ukládání trestů.

### Trestní kauzy týkající se homofobie
Ve Francii v lednu 2007 dostal člen francouzského parlamentu Christian Vanneste pokutu ve výši 3000 € a povinnost úhrady soudních výloh za výroky „heterosexualita je morálně nadřazená homosexualitě“ a „homosexuální chování ohrožuje přežití lidského druhu“.
Ve Švédsku byl letniční pastor Åke Green odsouzen ke třiceti dnům vězení za šíření nenávisti, neboť ve svém kázání označil homosexualitu mj. za „hluboký rakovinný nádor na těle společnosti“, příčinu nemoci AIDS, ďábelskou sílu aj. V odvolacím řízení byl obžaloby zproštěn. Zprošťující rozsudek byl potvrzen Nejvyšším soudem.
Španělský soud v Barceloně odsoudil skupinu 16-18letých za jejich homofobní útok na mladého muže z roku 2004. Mladistvým kromě úhrady odškodného zakázal přiblížit se k domu oběti na méně než 300 metrů a jakoukoli komunikaci s ní.